# Simplício (humorista)
Francisco Flaviano de Almeida, mais conhecido como Simplício (Itu, 5 de outubro de 1916 — Itu, 14 de agosto de 2004), foi um humorista brasileiro. Ele é o responsável pela fama de Itu ser "a cidade onde tudo é grande".

## Biografia
Seu interesse pela carreira artística surgiu quando ele assistiu a um espetáculo de circo que passava pela cidade. Ele impressionou-se a ponto de deixar sua cidade e ir embora junto com os artistas do circo, tornando-se um deles. Com a companhia de circo, rodou o interior do estado de São Paulo e grande parte do país, acabando por conhecer o ator Manuel de Nóbrega, que o convidou para trabalhar.
Já morando na cidade de São Paulo, passou a trabalhar em programas humorísticos nas rádios Cultura (com o programa O Clube dos Mentirosos) e Piratininga (com o programa Torre de Babel). Ele fez parte do primeiro programa de humor da televisão brasileira, A Praça da Alegria, veiculado pela Rede Tupi, a convite de Manuel de Nóbrega.
Simplício ainda passou pela Rede Record, Rede Bandeirantes, Rede Globo e SBT. Foi na Rede Globo, em 1967, onde ele começou a fazer o personagem que divulgava Itu como "a cidade onde tudo é grande" – o que começou como piada mas acabou virando marca da cidade, tornando Simplício muito querido entre seus conterrâneos.
Numa das clássicas cenas de seu personagem Osório de Itu, este entrava em cena com a mulher, Ofélia, e dizia o texto (com um carregado sotaque interiorano): "Vai, Ofélia, diga para o homem de que tamanho é a abóbora lá de Itu!" – ao que a mulher respondia, abrindo os braços: "É deste tamanho!" – e ele retrucava, bravo: "Não, Ofélia, não é a pitanga, é a abóbora!". Seu último trabalho na televisão foi no programa A Praça É Nossa do SBT.
Antes da carreira artística, Simplício trabalhou como vendedor em um armazém e também numa fábrica de tecidos em Itu, além de ter sido pipoqueiro, engraxate, jornaleiro e vendedor de lanche nos trens. Ele gostava muito de música e tocava bateria, e chegou a ser Secretário Municipal da Cultura e Turismo em Itu.
Simplício casou-se em 1959 com Helena Maria de Almeida e teve dois filhos, Francisco Alberto e Luiz Eduardo, e vários netos. Em uma de suas últimas entrevistas, Simplício contou que passou a ser chamado por esse apelido em sua estreia no circo, na cidade de Amparo, quando alguém o lembrou que ele precisava de um nome artístico. "Eu sempre fui um cara muito simples, quase simplório, aí começaram a me chamar de Simplício" – disse ele.

### Morte
Simplício morreu aos 87 anos na noite do dia 14 de agosto de 2004 em um hospital em Itu, vitimado por uma hemorragia interna e falência de múltiplos órgãos. O então prefeito de Itu, Lázaro Piunti, decretou luto oficial por três dias, e o orelhão e o semáforo gigantes da praça Padre Miguel — objetos inspirados pelo comediante e símbolos da cidade — amanheceram envolvidos por laços pretos. O comércio central trabalhou com as portas entreabertas, em sinal de luto.
Seu corpo foi enterrado às 16 horas de 15 de agosto de 2004 no Cemitério da Saudade, em Itu, onde foi homenageado pela prefeitura e pelo Corpo de Bombeiros.

## Levantamento biográfico
Em 2001 o jornalista Salathiel de Souza iniciou pesquisas e entrevistas com o objetivo de escrever a primeira biografia oficial do humorista ituano. Em 2003 o resultado foi apresentado como Trabalho de Conclusão do Curso de Comunicação Social na Faculdade Prudente de Moraes de Itu. O resultado foi a obra Simplício: Um Contador de Histórias – Vida e Obra de Francisco Flaviano de Almeida, lançado em julho de 2016 na Academia Ituana de Letras, na comemoração do centenário de nascimento do humorista.

## Filmografia

### Cinema
| Ano  | Título                   | Personagem |
| ---- | ------------------------ | ---------- |
| 1956 | O Negócio Foi Assim      |            |
| 1956 | Samba na Vila            |            |
| 1957 | Um Pirata de Outro Mundo | Esperedião |
| 1957 | Tudo é Música            |            |
| 1969 | Quelé do Pajeú           | Zé Poeta   |
| 1970 | Sertão em Festa          | Simplício  |
| 1971 | Luar do Sertão           |            |
| 1971 | No Rancho Fundo          |            |